# Бушко (водохранилище)
Бушко (босн. Buško jezero, Buško blato) — водохранилище на юго-западе Боснии и Герцеговины. Образовано на месте одноимённого болота в первой половине 1970-х годов.
Водохранилище является продолжением равнины Ливаньско-Поле, которая представляет собой широкую карстовую долину. Бушко находится на высоте 716 м над уровнем моря, имеет площадь 56 км² и объём — 782 млн м³.
Существует проект по мелиорации окрестных земель, в котором водоём будет играть важную роль. Планируется отводить воду из водохранилища по 12-километровому тоннелю к гидроэлектростанции в нижнем конце Синьско-Поля. Перепад высот в 400 метров будет использован для выработки электроэнергии одной из крупных ГЭС.
Фауна водохранилища отличается большим видовым разнообразием, здесь обитают: карп, форель, пескарь, голавль и др.